# Michele Nappi
Pour les articles homonymes, voir Nappi.
Michele Nappi est un footballeur italien né le 30 août 1951 à San Gennaro Vesuviano. Il évoluait au poste de défenseur.

## Biographie
Michele Nappi commence sa carrière au sein de la SS Juve Stabia en 1969-1970.
De 1970 à 1973, il est joueur de Palmese.
En 1973, Nappi rejoint le Perugia Calcio. Il découvre la première division italienne lors de la saison 1975-1976,.
Le 7 décembre 1975, il inscrit le seul et unique but de sa carrière en Serie A, lors de la réception de l'Hellas Vérone.
Il devient joueur de l'AS Roma en 1982.
Avec la Roma, il est sacré Champion d'Italie en 1983.
Lors de la campagne de Coupe des clubs champions en 1983-84, il dispute deux matchs dont la finale perdue contre Liverpool.
Il remporte la Coupe d'Italie en 1983-1984.
En 1984, Nappi revient jouer sous les couleurs de Perugia Calcio.
Il raccroche les crampons en 1985 après une dernière saison avec Pérouse.
Le bilan de la carrière de Nappi en championnat s'élève à 172 matchs disputés pour un but inscrit en première division italienne. En compétitions européennes, il dispute deux matchs pour aucun but inscrit en Coupe des clubs champions et sept matchs pour aucun but inscrit en Coupe UEFA.

## Palmarès
AS Roma
| - Championnat d'Italie (1) : - Champion : 1982-83. - Coupe d'Italie (1) : - Vainqueur : 1983-84. |  | - Coupe des clubs champions : - Finaliste : 1983-84. |